# 共用位址冗餘協定
共用位址冗餘協定（英語：Common Address Redundancy Protocol，縮寫 CARP），一種網路協定，能讓多台網路主機共用同一個IP位址。它的設計目標在於為故障移轉（failover）提供冗餘的主機作為備援，能使用在防火牆及路由器上。在某些狀況下，還能提供負載平衡的功用。
這個協定的功能類似於熱備份路由器協定（HSRP）與虛擬路由器備援協定（VRRP）。因為思科擁有熱備份路由器協定（HSRP）的專利，為了避免美國專利第5,473,599号的限制，由OpenBSD團隊開發這個協定來代替，在FreeBSD及OpenBSD作業系統上運行，也可以移植到Linux上。

## 發展歷史
思科發展的熱備份路由器協定（HSRP），申請了美國專利第5,473,599号；在虛擬路由器備援協定（VRRP）中，也應用了思科的部份專利。在OpenBSD開發者將VRRP移植到OpenBSD上之後，思科通知OpenBSD團隊，宣稱擁有專利。OpenBSD開發者因此決定開發出自有的協定。